# Jean Leclerc (homme politique, 1859-1945)
Pour les articles homonymes, voir Jean Leclerc et Leclerc.
Jean Leclerc, né le 29 mars 1859 à Vayres (Haute-Vienne) et mort le 30 juillet 1945 à Vayres, est un homme politique français.
Négociant, il est maire de Vayres en 1908, conseiller général du canton de Rochechouart de 1913 à 1931 et sénateur socialiste de la Haute-Vienne de 1927 à 1936.

## Source
- « Jean Leclerc (homme politique, 1859-1945) », dans le Dictionnaire des parlementaires français (1889-1940), sous la direction de Jean Jolly, PUF, 1960 [détail de l’édition]